# Raión de Biaroza
Biaroza (en bielorruso: Бярозаўскі раён) es un raión o distrito de Bielorrusia, en la provincia (óblast) de Brest. 
Comprende una superficie de 1413 km².

## Demografía
Según estimación 2010 contaba con una población total de 66988 habitantes.

## Subdivisiones
Comprende las ciudades subdistritales de Biaroza (la capital) y Belaaziorsk y los siguientes 11 consejos rurales:
- Biaroza
- Zdzítava
- Máliech
- Mizhliessie
- Piershamáiskaya
- Pieski
- Sakalova
- Sihniévichy
- Spórava
- Stryhín
- Sialiets